# Losanga forata
Losanga forata è un termine utilizzato in araldica per indicare una losanga con un foro rotondo nel centro, attraverso il quale si vede il colore del campo.
Secondo alcuni araldisti, quali il Ménestrier, deriverebbe dalle rondelle metalliche utilizzate per dare stabilità alle viti.
Secondo il Vocabolario araldico ufficiale italiano sarebbe da preferirsi il termine rombo forato.

D'azzurro, alla losanga forata d'argento (Montlaur, Francia)
D'argento, alla losanga forata di rosso